# Krepuska István
Krepuska István (Budapest, 1899. augusztus 8.– Budapest, 1979. szeptember 13.) magyar jégkorongozó, olimpikon.
Az 1928. évi téli olimpiai játékokon játszott a jégkorongtornán a magyar csapatban. Ez volt az első alkalom, hogy a magyar válogatott részt vett a téli olimpián. Az A csoportba kerültek, ahol először a franciáktól kaptak ki 2–0-ra, majd a belgáktól 3–2-re szintén kikaptak. Az utolsó mérkőzésen a britektől is kikaptak 1–0-ra, így a csoportban az utolsó helyen végeztek. Összesítésben a 11. vagyis az utolsó helyen végeztek.
Részt vett az 1930-as jégkorong-világbajnokság. A 6. lett a magyar csapat.
Klubcsapata a Budapesti Korcsolyázó Egylet volt.